# Grote Prijs van Plumelec 2023
De wielerwedstrijd Grote Prijs van Plumelec vond in 2023 plaats op 5 en 6 mei. Bij de vrouwen waren er twee wedstrijden die werden verreden. La Classique Morbihan vond plaats op 5 mei. De Grote Prijs van Plumelec werd verreden bij zowel de mannen, als de vrouwen op 6 mei.

## Mannen
De 46e editie van de Grote Prijs van Plumelec bij de mannen werd verreden op 6 mei. Titelverdediger was de Fransman Julien Simon. Hij won de race in totaal drie keer. Deze editie werd gewonnen door de Belg Arnaud De Lie. De wedstrijd eindigde in een sprint van 15 renners. De Lie werd gevolgd door de Fransman Romain Grégoire en de Noor Rasmus Tiller.
De wedstrijd telde mee voor de Coupe de France en de UCI ProSeries. 

### Uitslag
| Plaats  | Naam               | Ploeg                       | tijd     |
| ------- | ------------------ | --------------------------- | -------- |
| Winnaar | Arnaud De Lie      | Lotto-Dstny                 | 4u21'59" |
| 2       | Romain Grégoire    | Groupama-FDJ                | z.t.     |
| 3       | Rasmus Tiller      | Uno-X Pro Cycling Team      | z.t.     |
| 4       | Orluis Aular       | Caja Rural-Seguros RGA      | z.t.     |
| 5       | Clément Venturini  | AG2R-Citroën                | z.t.     |
| 6       | Mathieu Burgaudeau | TotalEnergies               | z.t.     |
| 7       | Alessandro Fedeli  | Q36.5 Pro Cycling Team      | z.t.     |
| 8       | Eddy Finé          | Cofidis                     | z.t.     |
| 9       | Axel Zingle        | Cofidis                     | z.t.     |
| 10      | Romain Cardis      | Saint Michel-Mavic-Auber 93 | z.t.     |

## Vrouwen

### La Classique Morbihan
Het was de achtste editie van La Classique Morbihan die werd verreden op 5 mei 2023. Het was tevens de eerste wedstrijd van het tweeluik in Bretagne. Titelverdedigster was de Cypriotische Ántri Christofórou. Deze wedstrijd werd gewonnen door de Italiaanse Gaia Masetti. Haar landgenoten Alessia Vigilia (2e) en Sofia Bertizzolo (3e) liet Masetti achter zich. Maud Rijnbeek finishte als beste Nederlander, ze kwam als zesde over de eindstreep.

### Uitslag
| Plaats  | Naam               | Ploeg                          | tijd     |
| ------- | ------------------ | ------------------------------ | -------- |
| Winnaar | Gaia Masetti       | AG Insurance-Soudal Quick-Step | 3u04'22" |
| 2       | Alessia Vigilia    | Top Girls Fassa Bortolo        | +9"      |
| 3       | Sofia Bertizzolo   | UAE Development Team           | +11"     |
| 4       | Cristina Tonetti   | Top Girls Fassa Bortolo        | +13"     |
| 5       | Lily Williams      | Human Powered Health           | z.t.     |
| 6       | Maud Rijnbeek      | AG Insurance-Soudal Quick-Step | z.t.     |
| 7       | Joelija Birjoekova | UAE Development Team           | +16"     |
| 8       | Marit Raaijmakers  | Human Powered Health           | z.t.     |
| 9       | Lea Lin Teutenberg | Ceratizit-WNT Pro Cycling      | +19"     |
| 10      | Justyna Czapla     | Canyon//SRAM Racing            | z.t.     |

### Grote Prijs van Morbihan
Het was de 12e editie van deze wedstrijd van het tweeluik in Bretagne. Titelverdedigster was de Nieuw-Zeelandse Ally Wollaston. Deze editie werd gewonnen door de Australische Grace Brown. Bij aankomst had zij 20 seconden voorsprong op de nummer 2, de Française Cédrine Kerbaol. De Poolse Dominika Wlodarczyk eindigde als derde. De top-3 van La Classique Morbihan, die op 5 mei werd verreden, stonden allen eveneens in de top-10 van deze wedstrijd.

### Uitslag
| Plaats  | Naam                  | Ploeg                          | tijd     |
| ------- | --------------------- | ------------------------------ | -------- |
| Winnaar | Grace Brown           | FDJ-Suez                       | 2u36'35" |
| 2       | Cédrine Kerbaol       | Ceratizit-WNT Pro Cycling      | +20"     |
| 3       | Dominika Wlodarczyk   | MAT Atom Deweloper Wrocław     | z.t.     |
| 4       | Sofia Bertizzolo      | UAE Development Team           | +22"     |
| 5       | Victoire Berteau      | Cofidis                        | z.t.     |
| 6       | Victorie Guilman      | FDJ-Suez                       | z.t.     |
| 7       | Gaia Masetti          | AG Insurance-Soudal Quick-Step | z.t.     |
| 8       | Danielle de Francesco | Team Arkéa                     | z.t.     |
| 9       | Clara Koppenburg      | Cofidis                        | +25"     |
| 10      | Alessia Vigilia       | Top Girls Fassa Bortolo        | z.t.     |

Ronde van San Juan ·
Ronde van Valencia ·
Clásica de Almería ·
Ronde van Oman ·
Ronde van de Algarve ·
Ruta del Sol ·
Faun Ardèche Classic ·
La Drôme Classic ·
Kuurne-Brussel-Kuurne ·
Trofeo Laigueglia ·
Milaan-Turijn ·
Nokere Koerse ·
GP Denain ·
Bredene Koksijde Classic ·
GP Industria & Artigianato-Larciano ·
Grote Prijs Miguel Indurain ·
Scheldeprijs ·
Brabantse Pijl ·
Ronde van de Alpen ·
Grote Prijs van Plumelec ·
Tro Bro Léon ·
Ronde van Hongarije ·
Vierdaagse van Duinkerke ·
Boucles de la Mayenne ·
Ronde van Noorwegen ·
Brussels Cycling Classic ·
Dwars door het Hageland ·
Ster ZLM Tour ·
Ronde van België ·
Ronde van Slovenië ·
Ronde van het Qinghaimeer ·
Ronde van Wallonië ·
Ronde van Burgos ·
Ronde van Denemarken ·
Arctic Race of Norway ·
Ronde van Duitsland ·
Maryland Cycling Classic ·
Ronde van Groot-Brittannië ·
Grote Prijs van Fourmies ·
Grote Prijs van Wallonië ·
Coppa Sabatini ·
Super 8 Classic ·
Ronde van het Taihu-meer ·
Ronde van Luxemburg ·
Circuit Franco-Belge ·
Ronde van Langkawi ·
Ronde van Emilia ·
Coppa Bernocchi ·
Ronde van de Drie Valleien ·
Ronde van het Münsterland ·
Ronde van Piemonte ·
Ronde van Hainan ·
Parijs-Tours ·
Ronde van Veneto ·
Japan Cup ·
Veneto Classic